# اگوا دولس، بخش ال پاسو، تگزاس
اگوا دولس، بخش ال پاسو، تگزاس (به انگلیسی: Agua Dulce, El Paso County, Texas) یک منطقهٔ مسکونی در ایالات متحده آمریکا است که در تگزاس واقع شده‌است.

## خصوصیات
اگوا دولس ۲۰٫۲ کیلومترمربع مساحت و ۳٬۰۱۴ نفر جمعیت دارد.